# Pierre Danican Philidor
Pierre Danican Philidor (22 d'agost de 1681, París - 1 de setembre de 1731, Versalles) fou un compositor i músic francès de l'època de Lluís XIV.

## Biografia
« Jo diria sobre Pierre Danican Philidor, que acabo d'esmentar, que és el primer amb un dels Desjardins, tots dos oboistes de la primera companyia dels Mosqueters del Rei, que Lully va fer entrar dins l'Orquestra d'Òpera, i que n'estava tan feliç que els emprava en alguns dels seus motets, sobretot en el seu Te Deum, on hi va incloure les Trompetes i les Timbales […] » diu Titon du Tillet dins el seu Parnasse François.
Fill de Jacques Danican Philidor (dit le cadet) i nebot d'André Danican Philidor I, fou, des de 1697, oboista i violinista de la Grande Écurie del rei, de la Chapelle el 1704 i formà part dels violinistes del Gabinet reial quatre anys més tard. Sembla que vivia a París, al carrer de Betisy. El 1716, rebé l'encàrrec de tocar la viola a la Cambra del rei. Sembla que hauria compost una pastoral en els seus anys de joventut, tot i que no va deixar empremta. És més conegut per les seves Six Suites à deux (Sis Suites per a dues) flautes travesseres.
Els trios de 1717, dedicats al bisbe de Rennes, Gran Mestre de la Capella del Rei, es troben entre els seus millors èxits. Des de les de Mademoiselle de La Guerre, que va tenir el privilegi de plaure Lluís XIV, aquesta forma havia estat considerada pel monarca com la representació perfecta del seu gust més pur per les arts. Marin Marais, d'altra banda, va presentar les seves pròpies suites el 1692 seguides de prop pels tres llibres de La Barre (respectivament, el 1694, 1700 i 1707) i la de Hotteterre le Romain el 1712.

## Principals obres
- 1702 : L'Eglogue de Marly, pastoral representada davant Monsenyor, i després davant de Lluís XIV.
- 1717 : Suits per oboè i baix continu.
- 1717 : 3 Suits per dues flautes travesseres soles amb tres altres suits per oboès, flautes, i violins.
- 1717 : Trio, primera obra, contenint sis suits.
- 1718 : Primera suit per dues flautes travesseres soles i una altra per oboè, flautes i violins, amb una reducció de La Chasse.
- 1718 : 2 suits per dues flautes travesseres.